# Ventrifurca albipustulata
Ventrifurca albipustulata is een hooiwagen uit de familie Cranaidae.